# لاجو دو نيغرو
لاجو دو نيغرو هي بحيرة مؤقتة ومنطقة رطبة تقع في الرعية المدنية ببيسكويتوس، في بلدية برايا دا فيتوريا بجزيرة تيرسيرا في جزر الأزور البرتغالية.

## التاريخ
لاجو دو نيغرو بحيرة سريعة الزوال، وكثيرة الغليان، تمت الإشارة إليها لأول مرة خلال الفترة البدائية من الاستيطان البشري في جزيرة تيرسيرا.
تشير الأسطورة في الجزيرة إلى وجود عائلة نبيلة، كانت تملك عبيدًا سودا. اضطرت ابنة الرائد في ذلك الوقت إلى المشاركة في زواج المصلحة، من أجل زيادة حيازة أراضيهم وثروتهم. كان زواجًا بلا حب وبدأت علاقة غير شرعية مع أحد عبيدها. في نهاية المطاف أدركوا أن الطريقة الوحيدة لتحقيق حياتهم هي الهروب من حياتهم معًا. لكن زوجها أمر خادمة لها باتباعها، وأمر بالقبض على العبد. وبعد سماع العبد الكلاب، ومعرفته أن ذلك اليوم ليس يوم صيد أدرك أنه يتم اصطياده فهرب إلى داخل الجزيرة.
بعد يوم وضوضاء من الرحلة عرف العبد مصيره، وبدأ في البكاء. وبحسب الأسطورة، تضاعفت دموعه لتشكل بركة صغيرة إلى جانب قطعة خشبية، ومع اقتراب متبعيه بسرعة على ظهور الخيل ألقى العبد اليائس بنفسه في المياه المظلمة وغرق.